# William Hodges

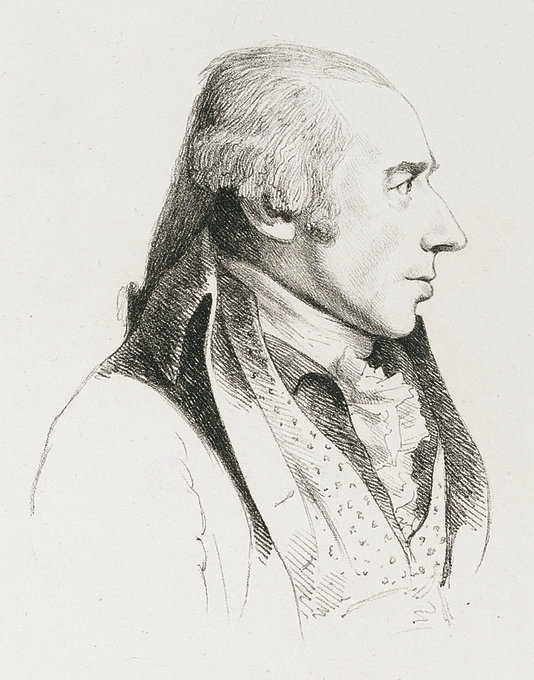
William Hodges

William Hodges (28 de outubro de 1744 - 6 de março de 1797) foi um pintor inglês. Foi membro da segunda viagem de James Cook ao Oceano Pacífico e é mais conhecido pelos esboços e pinturas de locais que visitou nessa viagem, incluindo Baía da Mesa, Taiti, Ilha de Páscoa, Nova Zelândia, Dusky Sound e Antártica.